# Calcutta Challenger 1999
Il Calcutta Challenger 1999 è stato un torneo di tennis facente parte della categoria ATP Challenger Series nell'ambito dell'ATP Challenger Series 1999. Il montepremi del torneo era di $50 000 e si è svolto nella settimana tra il 1º febbraio e il 6 febbraio 1999 su campi in erba. Il torneo si è giocato a Calcutta in India.

## Vincitori

### Singolare
Leander Paes ha sconfitto in finale  Mahesh Bhupathi con il punteggio di 4–6, 6–4, 6–3.

### Doppio
Noam Behr /  Eyal Ran hanno sconfitto in finale  Barry Cowan /  Wesley Whitehouse con il punteggio di 6–4, 6–7, 6–2.